# 松戸市立第六中学校
松戸市立第六中学校（まつどしりつ だいろくちゅうがっこう、英: Matsudo municipal - Dai-roku Junior High School）は、千葉県松戸市に存在する公立中学校である。通称は「六中」（ろくちゅう）、または「松戸六中」（まつどろくちゅう）。

## 概要
同校は、1947年に新学制制度発足により松戸市立第三中学校として松戸市馬橋に開校し、1949年に松戸市立第二中学校に改称後、1950年に現在の校名に変更すると共に松戸市立農商高等学校跡地に移転した。
1961年に松戸市上本郷に新校舎を建設移転し、1977年度まで上本郷にて学校としての活動を行ったが、1978年4月に現在の松戸市千駄堀に新校舎を建設して移転した。尚、上本郷の旧校舎は松戸市立上本郷第二小学校として現在も使用されている。
同校は生徒によるボランティア活動に熱心に取り組むほか、松戸市立総合医療センターに入院中の生徒のために院内学級（『ひまらや学級』）を設置していることでも知られる。

## 沿革
- 1947年 - 松戸市立第三中学校として設立開校
- 1949年 - 校名を松戸市立第二中学校に変更
- 1950年 - 校名を松戸市立第六中学校に変更
- 1961年 - 松戸市上本郷に新校舎及び付随施設を建設し、移転
- 1978年 - 現在地（松戸市千駄堀）に新校舎及び付随施設を建設し、移転
- 1981年 - 松戸市立病院に院内学級（『ひまらや学級』）を開設
- 1996年 - 学校創立50周年記念式典を開催

## 校歌
- 作詞：勝承夫
- 作曲：下総皖一

## 著名な関係者
出身者
- 小保方晴子 - 細胞生物学者
- 阿部サダヲ - 俳優、歌手
- 涌井秀章 - プロ野球選手（千葉ロッテマリーンズ）
- 浮氣哲郎 - 元サッカー選手、サッカー指導者
- ブワニカ啓太 - プロサッカー選手（いわきFC）
- 安藤淳子 - 政治家、立憲民主党衆議院議員

教職員
- 谷中優 - 作曲家、元教諭

## 交通アクセス
- 京成バス千駄堀口バス停留所で下車、徒歩約6分（経路案内）
- 京成松戸線八柱駅またはJR武蔵野線新八柱駅から徒歩約14分（経路案内）
- 京成松戸線みのり台駅から徒歩約16分（経路案内）